# Biancaneve (personaggio)

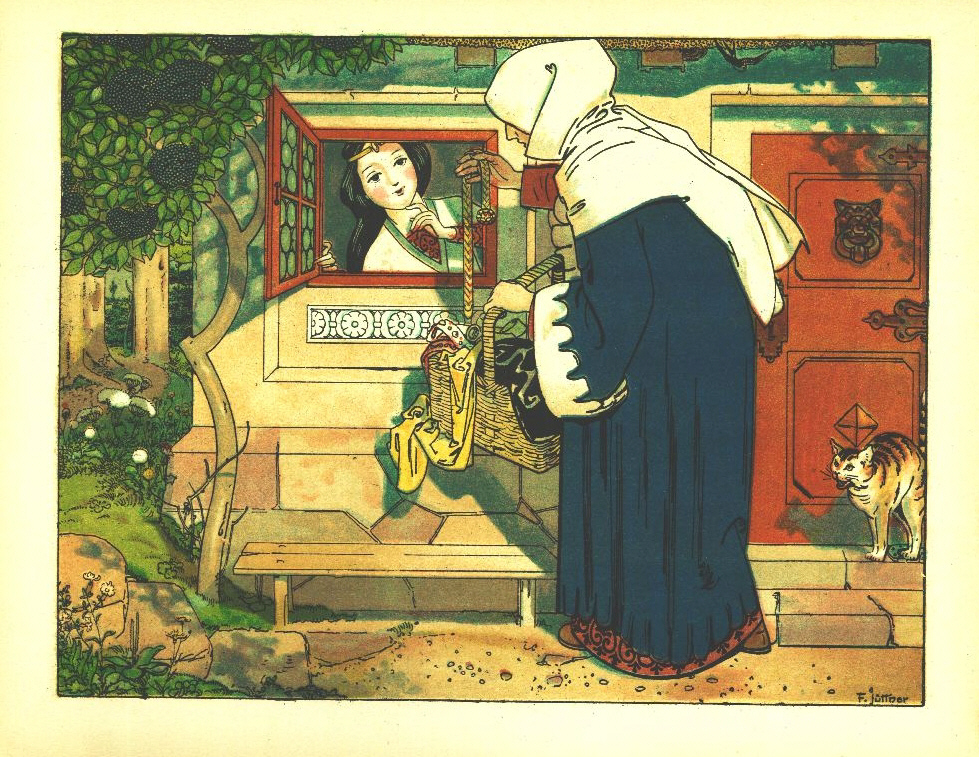
Biancaneve e la sua matrigna travestita da merciaia, illustrazione di Franz Jüttner.

Biancaneve (anche conosciuta come Nevolina in alcune traduzioni italiane) è un personaggio immaginario, protagonista dell'omonima fiaba dei fratelli Grimm e dei suoi vari adattamenti, alcuni dei quali assumono il titolo più esteso di Biancaneve e i sette nani. La fiaba racconta la storia di una principessa fuggita dal castello in cui viveva a causa della gelosia della matrigna, di come si sia rifugiata presso sette nani che lavoravano in una miniera, e di come la matrigna tenti di avvelenarla. Biancaneve, dopo aver mangiato una mela avvelenata, sembra come morta ma è salvata dall'arrivo di un Principe che si innamora di lei.

## La fiaba dei fratelli Grimm
La storia di Biancaneve a cui si fa generalmente riferimento, è quella raccontata nella settima edizione delle fiabe dei fratelli Grimm del 1857. La storia racconta che in un pomeriggio d'inverno, una giovane regina, mentre è intenta a ricamare accanto a una finestra dalla nera cornice di ebano, si punge un dito e, una goccia di sangue cadde sulla tela di  lino. Desidera avere una figlia con la pelle bianca come la neve, le labbra rosse come il sangue e i capelli neri come l'ebano; dopo nove mesi la regina ebbe una bambina, alla quale dà il nome Biancaneve. Nel darla alla luce la regina muore. Il re, per assicurare una figura materna alla figlia, decide di risposarsi. La seconda moglie del re, una donna bella, ma tanto vanitosa e cattiva che possiede uno specchio magico, gelosa della bellezza di Biancaneve, incarica un cacciatore di portare la principessa nel bosco, ucciderla e portarle i suoi polmoni ed il suo fegato come prova della conclusione del suo compito. Il cacciatore, però, non ha il coraggio di svolgere l'incarico, e dice alla fanciulla di fuggire nel bosco e poi uccide un cinghiale, portando alla regina gli organi di questo animale.

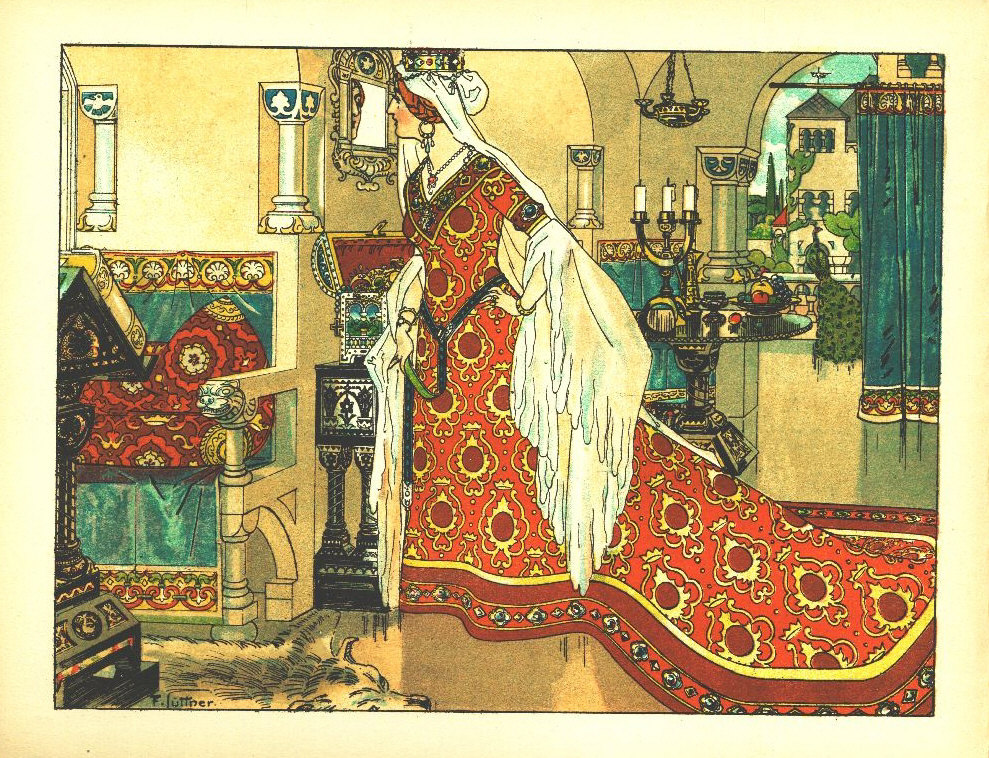
La matrigna davanti allo specchio magico, sempre di Franz Jüttner.

Biancaneve, dopo aver vagato per un po' nel bosco, arriva ad una piccola casa, nascosta tra gli alberi, che poco dopo scoprirà essere abitata da sette nani, che tutti i giorni si recano a lavorare in una miniera dall'altra parte della foresta. La casa è vuota e Biancaneve, stanca e affamata, entra, si nutre con parte del cibo e del vino già preparato dai nani, mangiando da ogni piattino e bevendo da ogni bicchierino, e poi si addormenta nell'unico dei sette letti della propria misura. I nani tornano a casa, e dopo un primo attimo di sgomento per l'intrusione, sono felici di ospitare la dolce Biancaneve, che in cambio li aiuta nelle faccende domestiche.
La vita scorre tranquilla fino a quando la regina cattiva, grazie allo specchio magico, scopre che Biancaneve è ancora viva.
Quindi cerca per due volte di uccidere Biancaneve: la prima volta si traveste da merciaia, si reca alla casa dei nani e le stringe una cintura alla vita fino a toglierle il respiro e la seconda volta si traveste da zingara, arriva alla casa dei nani e conficca tra i capelli di Biancaneve un pettine avvelenato. In entrambi i casi la giovane sviene e viene salvata dall'intervento dei nani, che riescono a farle riprendere i sensi, ammonendola ogni volta di non far entrare nessuno in casa in loro assenza.
A questo punto la regina si avvia per la terza volta verso la casa dei nani travestita da contadina, e con l'obiettivo di far assaggiare a Biancaneve una mela avvelenata per metà. Per convincere Biancaneve ad accettare il frutto divide la mela in due parti, assaggiandone la metà che non era avvelenata. Biancaneve al primo morso della parte avvelenata, cade in uno stato di morte apparente da cui nessuno degli sforzi compiuti dai nani riesce a svegliarla. Gli stessi nani, convinti che sia morta, la pongono in una bara di cristallo e la sistemano sulla cima di una collina in mezzo al bosco.
Per molto tempo Biancaneve resta vegliata dai nani finché un giorno viene notata da un principe che passa di lì a cavallo. Il principe, vorrebbe portarla nel suo castello, per poterla ammirare e onorare per tutti i giorni della sua vita. Dopo molte insistenze i nani, impietositi dai sentimenti del giovane, acconsentono alla sua richiesta. Avviene però che uno dei servi del principe, arrivati per trasportare la bara al castello del principe, inciampi in una radice scoperta facendo cadere la bara giù per il fianco della collina. Durante la caduta, dalla bocca di Biancaneve esce il boccone di mela avvelenato, e così la ragazza si risveglia. Biancaneve s'innamora subito del principe e vengono organizzate le nozze a cui viene invitata anche la matrigna di Biancaneve. Questa, che non conosceva il nome della sposa, ma era stata avvertita dallo specchio che era più bella di lei, rimane impietrita riconoscendo Biancaneve. Nel frattempo erano state fatte arroventare sulle braci due scarpe di ferro che la strega viene costretta ad indossare. A causa del dolore procuratole dalle calzature incandescenti la strega è costretta a ballare finché cade a terra, morta.

## Ipotesi di origine del personaggio
Karlheinz Bartels, farmacista tedesco, ha recentemente reso pubblica la sua ipotesi che la figura di Biancaneve sia il risultato della trasposizione orale della storia di Maria Sophia Margaretha Catharina von Erthal, nata nel 1725 a Lohr, vicino a Francoforte e figlia del principe locale, Philipp Christoph von Erthal. 
Il padre, due anni dopo essere rimasto vedovo, si risposò con Claudia Elisabeth von Reichenstein, che lo avrebbe dominato al punto da essere la sola ad avvantaggiarsi della posizione sociale di lui. Maria fu cacciata dal palazzo e si rifugiò lontano dalla città, dove si trovavano diverse miniere. I "nani" della storia sarebbero identificabili nei locali minatori, individui di bassa statura quale risultato di malnutrizione e povertà in cui versava la classe operaia dell'epoca. L'avversione dei concittadini per la matrigna fece esaltare Maria come una santa. Il castello dei von Erthal è ancora oggi un'attrazione turistica.
Un'altra teoria, pubblicata dallo storico Eckhard Sander nel 1994, vedrebbe invece la Biancaneve originale in Margaretha von Waldeck, nata a Bruxelles nel 1533: la ragazza sarebbe stata l'amore giovanile di Filippo II di Spagna, ma fu tolta di mezzo a ventuno anni dalla polizia segreta del re, che vedeva nella loro unione un possibile impedimento ai matrimoni combinati delle case regnanti. Margaretha fu uccisa con del veleno. Anche in questo caso sembrano esserci numerose corrispondenze tra fiaba e realtà: a parte la vicenda della donna (anche lei orfana di madre in giovane età e affidata a una matrigna), suo padre, il conte Samuel von Waldeck, gestiva nella zona di Bruxelles diverse miniere, dando vita alla figura dei Nani come nella teoria di Barthels. A questi elementi si aggiungerebbe anche la figura dello Stregone dei Meli, una sorta di "Uomo Nero" del folklore locale, la cui presenza viene utilizzata per suggestionare i bambini e spingerli a non rubare dai frutteti altrui: lo Stregone sarebbe infatti in grado di avvelenare le mele per causare nei bambini-ladruncoli lancinanti dolori di gola e di stomaco. La sovrapposizione delle credenze locali con la storia di Margaretha avrebbe dato vita alla storia di Biancaneve.

## Adattamenti

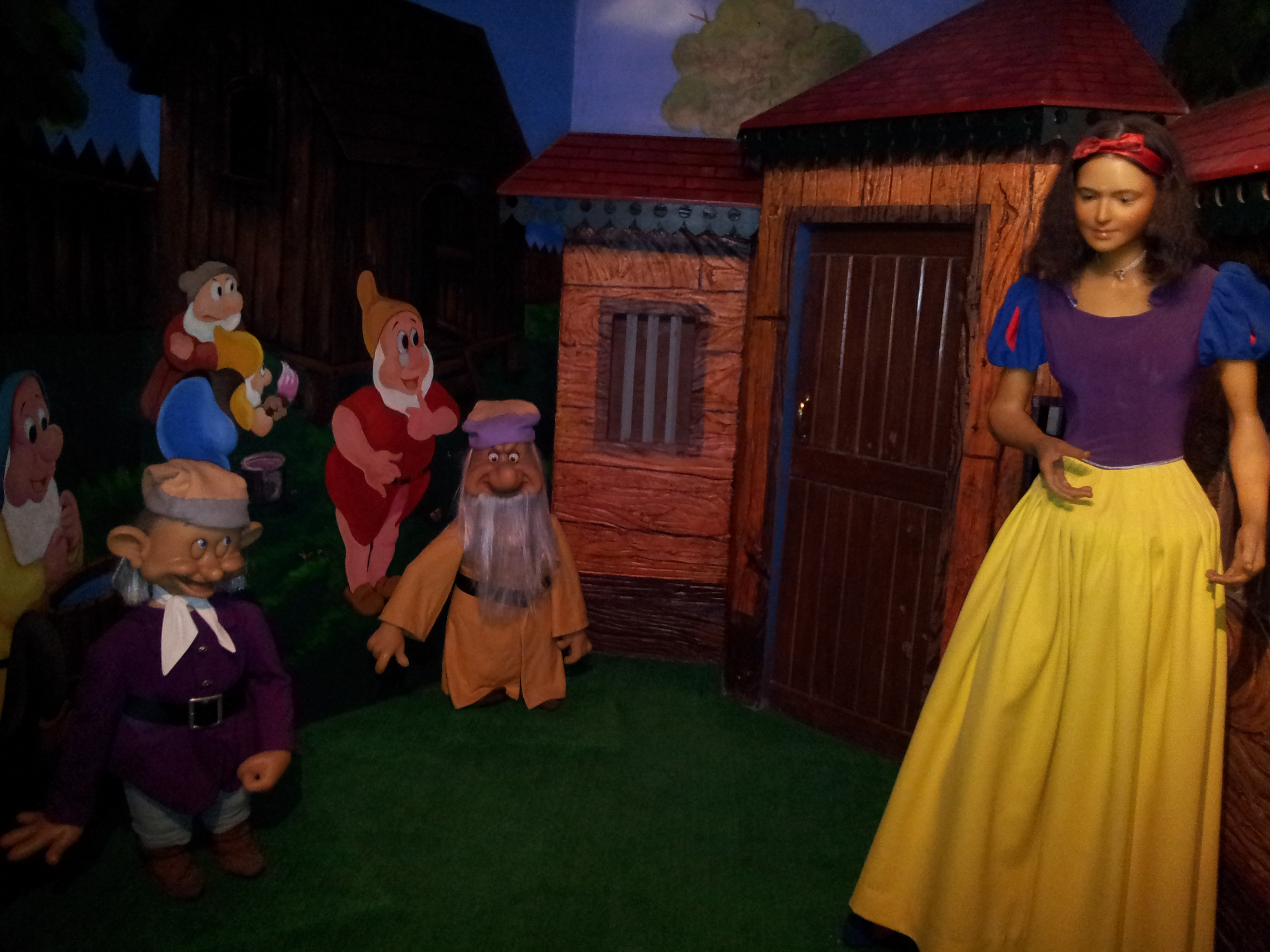
Biancaneve nella interpretazione del Museo delle cere a Bangalore, India.

Numerosi sono stati gli adattamenti della fiaba con protagonista Biancaneve:
Film
- Snow White (1916): interpretata da Marguerite Clark
- Snow White (1916): interpretata da Aimee Ehrlich
- Snow White (1917): interpretata da Elsie Albert
- Biancaneve e i sette nani (1937), cartone animato Walt Disney
- Coal Black and de Sebben Dwarfs (1943), cartone animato Looney Tunes
- I sette nani alla riscossa (1951): interpretata da Rossana Podestà
- Schneewittchen (1955): interpretata da Elke Arendt
- Biancaneve e i tre compari (Snow White and the Three Stooges) (1961): interpretata da Carol Heiss, doppiata in italiano da Francesca Bielli nella riedizione in DVD del 2012
- Divagazioni erotiche (Grimms Märchen von lüsternen Pärchen) (1969)
- La meravigliosa favola di Biancaneve (Pamuk Prenses ve 7 cüceler) (1970): interpretata da Zeynep Degirmencioglu, doppiata in italiano da Emanuela Fallini
- La principessa sul pisello (1973): titolo fuorviante, interpretata da Christa Linder
- Il Signor Rossi cerca la felicità (1976)
- Biancaneve & Co. (1982): interpretata da Michela Miti
- Biancaneve (Snow White) (1987): interpretata da Sarah Patterson, doppiata in italiano da Antonella Baldini
- Biancaneve - E vissero felici e contenti (Happily Ever After: Snow White's Greatest Adventure) (1989): doppiata in originale da Irene Cara e in italiano da Silvia Tognoloni
- C'era una volta Biancaneve (Sněhurka a sedm trpasliku) (1992): interpretata da Natalie Minko, doppiata in italiano da Claudia Pittelli
- The Magic Riddle (1992)
- Biancaneve e i sette nani (1995): interpretata da Ludmilla Antonova
- Snow White (1996), cartone animato
- Biancaneve nella foresta nera (Snow White: A Tale of Terror) (1997): interpretata da Monica Keena, doppiata in italiano da Georgia Lepore
- Biancaneve... dieci anni dopo (1999)
- Branca de Neve (2000)
- La vera storia di Biancaneve (Snow White: The Fairest of Them All) (2001): interpretata da Kristin Kreuk, doppiata in italiano da Valentina Mari
- 7 Zwerge - Männer Allein im Wald (2004)
- 7 Zwerge - Der Wald ist nicht Genug (2006)
- Shrek terzo (Shrek the Third) (2007): doppiata in originale da Amy Poehler e in italiano da Barbara De Bortoli
- Sydney White - Biancaneve al college (Sydney White) (2007): interpretata da Amanda Bynes, doppiata in italiano da Rossella Acerbo
- Biancaneve e gli 007 nani (Happily N'Ever After 2) (2009): doppiata in originale da Helen Niedwick e in italiano da Antonella Clerici
- Biancaneve (Mirror Mirror) (2012): interpretata da Lily Collins, doppiata in italiano da Valentina Favazza
- Biancaneve e il cacciatore (Snow White & the Huntsman) (2012): interpretata da Kristen Stewart, doppiata in italiano da Federica De Bortoli
- Blancanieves (2012): interpretata da Macarena García
- Biancaneve (2025): interpretata da Rachel Zegler, doppiata in italiano da Arianna Vignoli nei dialoghi e da Eleonora Segaluscio nel canto.

Serie e miniserie televisive
- Snow White, della serie animata Betty Boop (1933)
- Le favole più belle ( Festival of Family Classics) (1972-1973).
- Le più belle favole del mondo (Manga Sekai Mukashi Banashi) (1976-1979).
- C'era una volta ( Sekai dōwa anime zenshū) (1982).
- Nel regno delle fiabe (Shelley Duvall's Faerie Tale Theatre) (1984): interpretata da Elizabeth McGovern
- Le fiabe son fantasia (Grimm Meisaku Gekijou) (1987): doppiata in italiano da Donatella Fanfani
- Libri in TV (1994).
- La leggenda di Biancaneve (Shirayuki Hime no Densetsu) (1994): doppiata in originale da Yuri Amano e in italiano da Donatella Fanfani
- Le fiabe più belle (Anime Sekai no Dowa) (1995): doppiata in originale da Yuri Amano in italiano da Debora Magnaghi
- Simsalagrimm (Simsala Grimm) (1999)
- Le più belle fiabe dei fratelli Grimm (Acht auf einen Streich) (2009): interpretata da Laura Berlin, doppiata in italiano da Francesca Manicone
- C'era una volta (Once Upon a Time) (2011): interpretata da Ginnifer Goodwin, doppiata in italiano da Valentina Mari
- Regal Academy (2016)